# Кфар-Менахем

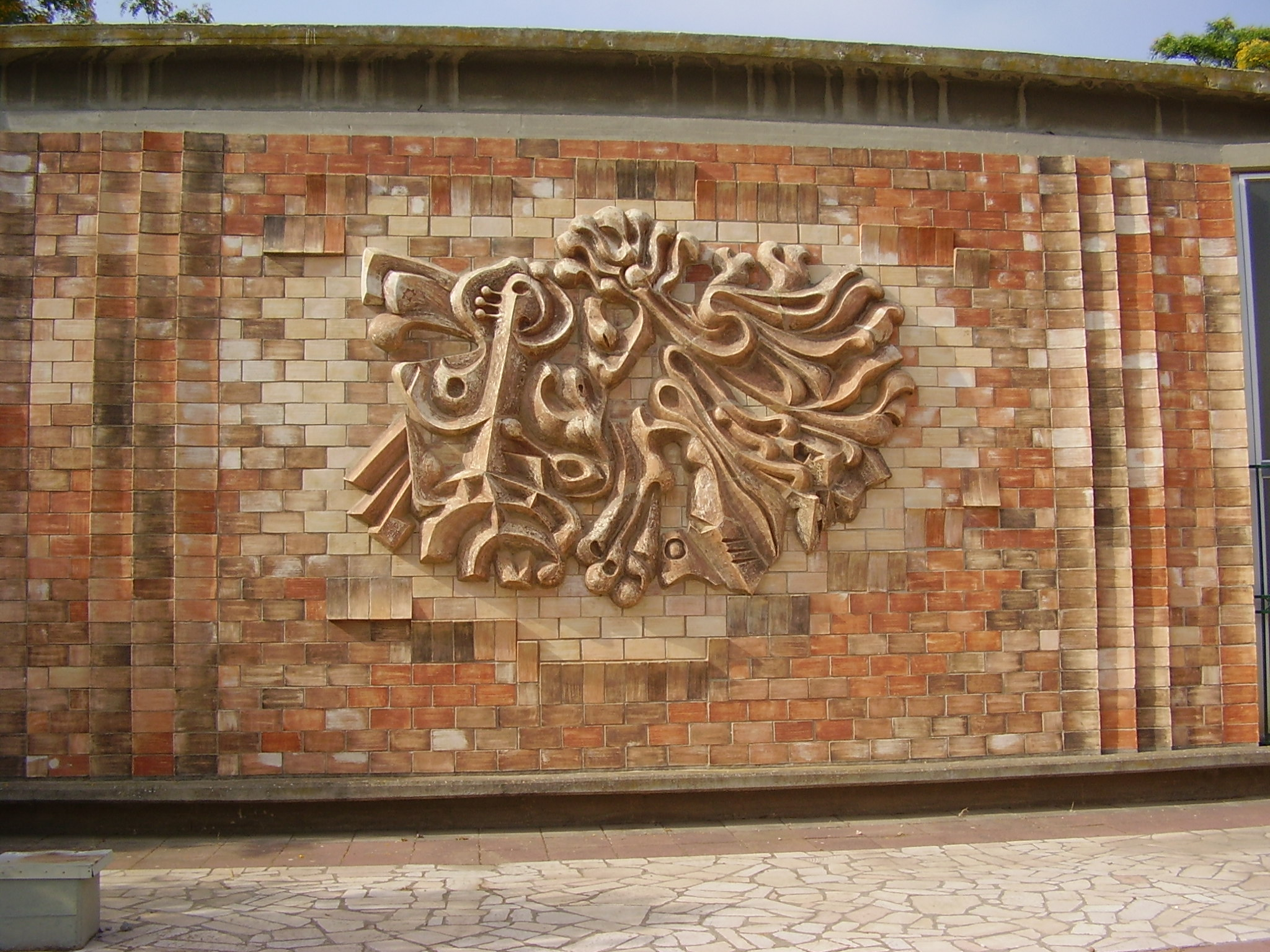
Художественная стена в музее Шфелы (ныне начальная школа), созданная Моше Саиди.

Кфар-Менахем (ивр. כְּפַר-מְנַחֵם‎) — израильский кибуц, расположенный в районе Хевель-Лахиш, принадлежащий движению «Национальный кибуц Ха-шомер ха-цаир», расположенный в долине Шфела, примерно в 9 километрах к юго-востоку от Гедеры. Административно относится к региональному совету «Йоав». В 2020 году его население составляло 1 366 человек.
Максимальная высота кибуца над уровнем моря достигает около 200 метров над уровнем моря.

## История
Кфар-Менахем был впервые основан как рабочий мошав в 1935 году группой рабочих под названием «Организация Менахема» (по имени Менахема Усышкина), которая была организована в Реховоте. «Организация Менахема» была основана в 1933 году к 70-летию Менахема Усышкина. Группа в течение двух лет копила деньги на покупку земли недалеко от Иденивы. С началом событий 1936 года это место было заброшено и разрушено арабами. 28 июля 1937 года был создан поселок в серии поселений Стена и башня. В сентябре 1939 года в поселке проживало 110 жителей в 40 хозяйствах.
В ноябре 1939 года руководство ишува заменило членов «Организации Менахема» на ядро движения «Америка-Карит», членов Ха-шомер ха-цаир, проходивших обучение в поселении Кфар-Хадар (уехавшие члены группы «Организация Менахема» основали поселение Кфар-Варбург 31 октября 1939 года.
Первый из кибуца, ядро группы «Карит» (аббревиатура ивр. כרית‎ фразы: ивр. כת רווקים יהיו תמיד‎ «секта холостяков всегда будет») прибыл в Израиль из Польши в апреле 1932 года вместе с гостями Второй Маккабии. В ноябре 1935 года, ядро кибуца Америка Бет прибыло в Израиль и разместилось в качестве ядра в кибуце Эйн-Шемер. В октябре 1936 года произошло слияние двух ядер, и ядро Америки Б етпереместилось в Кфар-Хадар. Именем объединённого ядра стало «Америка-Карит» и оно оставалось в Кфар-Хадаре до конца 1939 года.
6 декабря 1939 года, в день зажигания первой свечи Хануки, на земле кибуца, на этот раз названного «Кфар-Менахем», состоялась церемония закладки первого камня. Примерно через год они покинули территорию возвышенности (Стена и башня) и основали постоянное поселение на близлежащем холме, к югу от возвышенности. На возвышенности остался первый колодец кибуца, а также пекарня кибуца. В июле 1943 года к Кфар-Менахему присоединились члены кибуца Эльгабиш, большинство членов которого были ветеранами движения Ха-шомер ха-цаир в Германии и Галисии. Союз с Эльгабишем был одной из важных вех Кфар-Менахема.
В течение нескольких лет поселение страдало от изоляции во время сезона дождей из-за отсутствия подъездной дороги, которая была окончательно заасфальтирована только в 1946 году.
В 1961 году в кибуце произошла трагедия: семеро детей членов кибуца погибли в автокатастрофе.
В 2001 году к кибуцу была построена пристройка для жителей, не являющихся членами кибуца.
С 2006 года кибуц находится в процессе преобразования в обновленный кибуц.
В 2022 году кибуц решил присоединиться к «Ассоциации Альтернатива».

## Население
По данным Центрального статистического бюро Израиля, население на начало 2020 года составляло 1 366 человек.

## Образование
Сегодня в Кфар-Менахеме 2 школы:

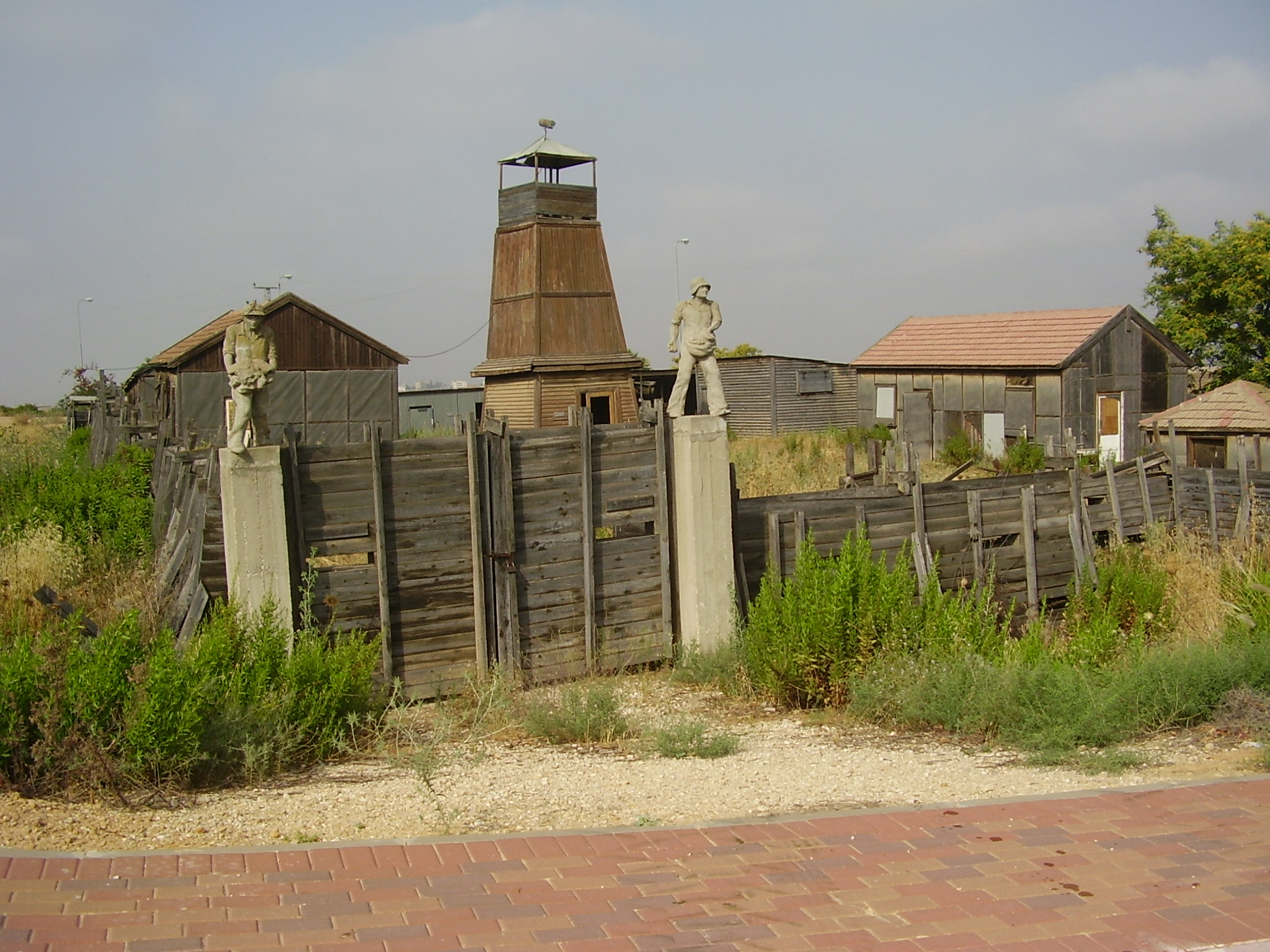
Реконструкция «Стены и Башни» кибуца Кфар-Менахем

- Региональная средняя школа регионального совета Йоав «Цафит» (недалеко от Тель-Цафита). В 2004 году средняя школа «Цафит» была опубликована в списке «Лучшие» газеты «Маарив» как одна из десяти лучших средних школ страны.
- Начальная школа «Хала» (названная в честь близлежащей речки «Хала») была основана в 2010 году как северная школа регионального совета Йоав с созданием пристройки к кибуцу и демографическим ростом во всех населенных пунктах совета.

В кибуце находится «Музей долины Шфела». Здесь демонстрировалась археологическая коллекция находок в этом районе, а также менялись выставки и работал постоянный образовательный центр. В 2010 году здание было передано в пользование школе «Хала».
Рядом с кибуцем шла реконструкция «стены и башни», в 2009 году место было закрыто, а в 2014 году реконструкция была остановлена кибуцем из-за опасности обрушения.

## Промышленность
Значительную часть доходов кибуца приносит металлургический завод Кфар-Менахем, который производит металлические и пластиковые детали в основном для электротехнической промышленности Израиля. Фабрика была основана в 1943 году с приездом немецких репатриантов.
Кроме того, керамический завод Кфар-Менахем, основанный в 1964 году, стал частью обширной керамической промышленности, действовавшей в Израиле. На заводе работали члены кибуца, в том числе художники. Завод был закрыт в 1990-е годы из-за жесткой конкуренции с импортом из стран Востока. Некоторые художники, работавшие на керамическом заводе, до сих пор творят на Аллее Художников, стоявшей в заводских зданиях.

## Бейт-ха-Баним
В кибуце имеется мемориал — «Бейт-ха-Баним», в память о павших в боях Израиля, в том числе о братьях Амраме  и Йоханане Бен-Хорине, погибших в Шестидневной войне . Имеет региональный концертный зал . Здание было открыто в 1979 году с геодезическим куполом . Проект был выполнен изобретателем купола Бакминстером Фуллером в сотрудничестве со своим партнером Сёдзи Садао, которого не было в Израиле, а детальное местное планирование — Менахемом Баером . В здании есть несколько художественных стен, созданных Моше Саиди, членом кибуца. В 2014 году зал оказался под угрозой закрытия, но продолжает существовать, несмотря на трудности.

## Искусство в кибуце
С момента его основания в Кфар-Менахеме работало множество художников, являющихся членами кибуца, чьи работы разбросаны по всему кибуцу. Самым выдающимся художником из всех является Моше Саиди, который в середине 1950-х годов начал свою карьеру как художник и скульптор и даже был председателем Национальной организации кибуцных художников. Начиная с 1968 года Саиди сосредоточился на создании художественных керамических стен, которые он объединил по всей стране, но в кибуце Кфар-Менахем находится самая широкая и разнообразная группа созданных им произведений.
В зданиях, где работала керамическая фабрика кибуца, сегодня находится «Аллея Художников». Здесь работают художники из разных областей, проводя там различные мероприятия и поддерживая это место в рамках многогранного проекта созидания, партнерства и сообщества.
В настоящее время Аллея находится под угрозой закрытия из-за планов кибуца снести старые фабричные здания и построить новую промышленную зону. Художники Аллеи борются за сохранение этого места как объекта культурного наследия и общественного места для предпринимательства, культуры и местного бизнеса.